# Zingiber brachystachys
Zingiber brachystachys là một loài thực vật có hoa trong họ Gừng. Loài này được Pramote Triboun và Kai Larsen miêu tả khoa học đầu tiên năm 2014.

## Mẫu định danh
Mẫu định danh: Triboun P. 3400 thu thập ngày 10 tháng 9 năm 2002 ở cao độ 150–300 m, tọa độ 14°43′54″B 100°47′49″Đ / 14,73167°B 100,79694°Đ, rừng tre hỗn hợp tại huyện Phra Phutthabat, tỉnh Saraburi, miền trung Thái Lan. Holotype lưu giữ tại Văn phòng Bảo vệ các loại Thực vật ở Băng Cốc, Thái Lan (BK); các isotype lưu giữ tại Đại học Aarhus, Đan Mạch (AAU) và Đại học Khon Kaen ở Khon Kaen, Thái Lan (KKU).

## Phân bố
Loài này có tại các tỉnh Nakhon Ratchasima, Prachuap Khiri Khan, Saraburi, Thái Lan. Môi trường sống là rừng tre hỗn hợp trên các đồi đá vôi ở cao độ 150–400 m.

## Mô tả
Thân rễ thanh mảnh, bò lan với các rễ dài, vỏ màu hồng nhạt, ruột màu ánh vàng, thơm. Chồi lá cao 40–80 cm, 10-20 lá. Phiến lá thuôn dài đến hình mác, 11-18 × 2,5-5,8 cm, các lá trên nhỏ hơn các lá dưới, đỉnh nhọn thon, đáy tù, nhẵn nhụi cả hai mặt trừ lông thưa ở gân giữa mặt dưới, màu xanh lục; 2-3 bẹ không phiến lá ở gốc của chồi lá, nhẵn nhụi, màu xanh lục hoặc hồng nhạt. Cuống lá dài 3-7(-10) mm, nhẵn nhụi hoặc thưa lông, màu xanh lục. Lưỡi bẹ 2 thùy; các thùy rời, 2-3 × ~3 mm, đỉnh tù, nhẵn nhụi. Cụm hoa 1-2, mọc từ thân rễ (hiếm khi ở đỉnh trên chồi lá), mọc thẳng đứng, dài 2–4 cm từ chồi lá. Cuống cụm hoa dài 6–14 cm, với 3-6 bẹ, nhẵn nhụi, màu kem đến hồng nhạt. Cành hoa bông thóc hình trụ, 3,5-5,5 × 0,8–2 cm; với ~13 lá bắc hoa xếp lợp. Lá bắc hình gần tròn, 2,4-2,5 × 2,2-2,3 cm, đỉnh có mấu nhọn, mép cụp trong đột ngột, nhẵn nhụi, màu xanh lục chuyển thành màu cam ánh vàng hoặc đỏ ở quả. Lá bắc con hình trứng ngược-thuôn dài, 1,9-2 × 1-1,2 cm, thưa lông ở cả hai mặt, đỉnh tù, có túm lông tơ ở chóp. Đài hoa hình ống, dài 1-1,4 cm; ống 0,7-0,8 cm, có lông tơ; thuỳ 3, dài 0,4-0,6 cm. Tràng hoa màu trắng kem; thùy tràng lưng ~1,8 × 0,8 cm; các thùy tràng bên ~1,8 x 0,4 cm. Cánh môi 3 thùy dễ thấy, dài 1,6-1,8 cm, màu trắng kem; thùy giữa 1,3-1,5 × 1,5-1,6 cm, đỉnh có khía răng cưa, mép gợn sóng; các thùy bên ~7 × 4–5 mm, thuôn dài, đỉnh tù. Bao phấn ~9 × 3 mm; chỉ nhị dài ~2,5 mm; phần phụ dài 7–8 mm, thon búp măng, đỉnh rộng đầu, màu kem, ngắn hơn đầu nhụy. Nhụy lép thanh mảnh, dài đến 3 mm. Bầu nhụy hình cầu, ~2 × 2 mm, có lông nhung. Noãn ~10 mỗi ngăn. Quả không rõ. Ra hoa tháng 7-9.